# 诺西夫卡
诺西夫卡（烏克蘭語：Носівка，發音：[ˈnɔs⁽ʲ⁾iu̯kɐ]），或译为诺索夫卡，是乌克兰北部切爾尼戈夫州尼任區诺西夫卡市镇内的城市及该市镇的行政中心，2020年7月18日前为諾西夫卡區的行政中心。該市距離州府切尔尼戈夫66公里，面積26.85平方公里，海拔高度121米，2022年人口数量为12,908人。該市大批居民在1932至1933年期間的乌克兰大饥荒中餓死。

## 图集

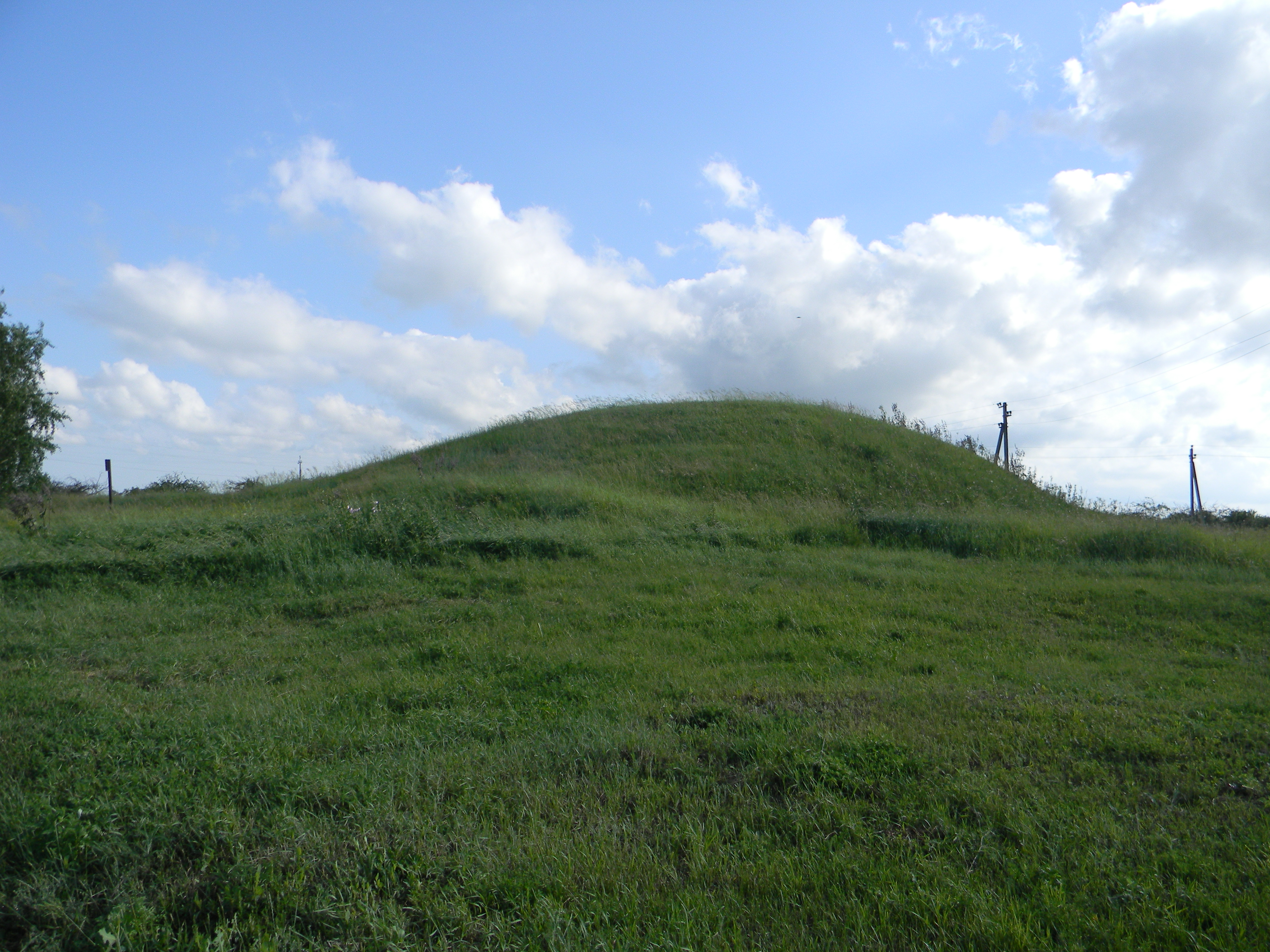
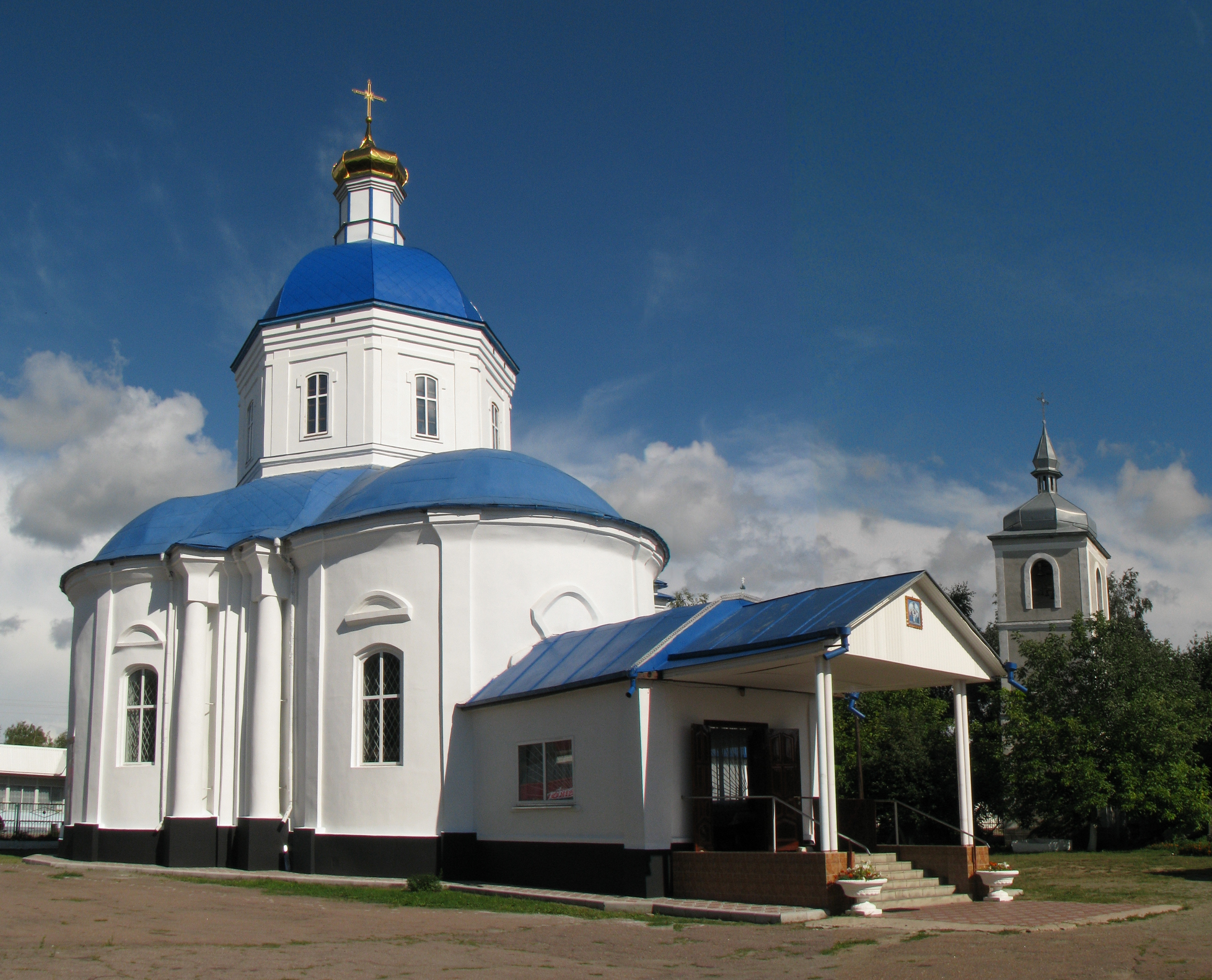
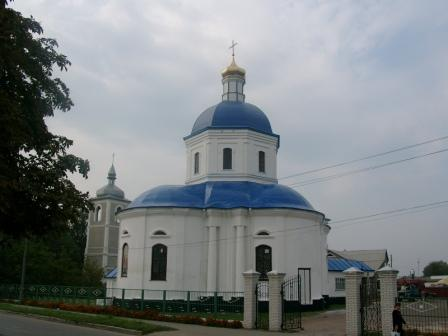
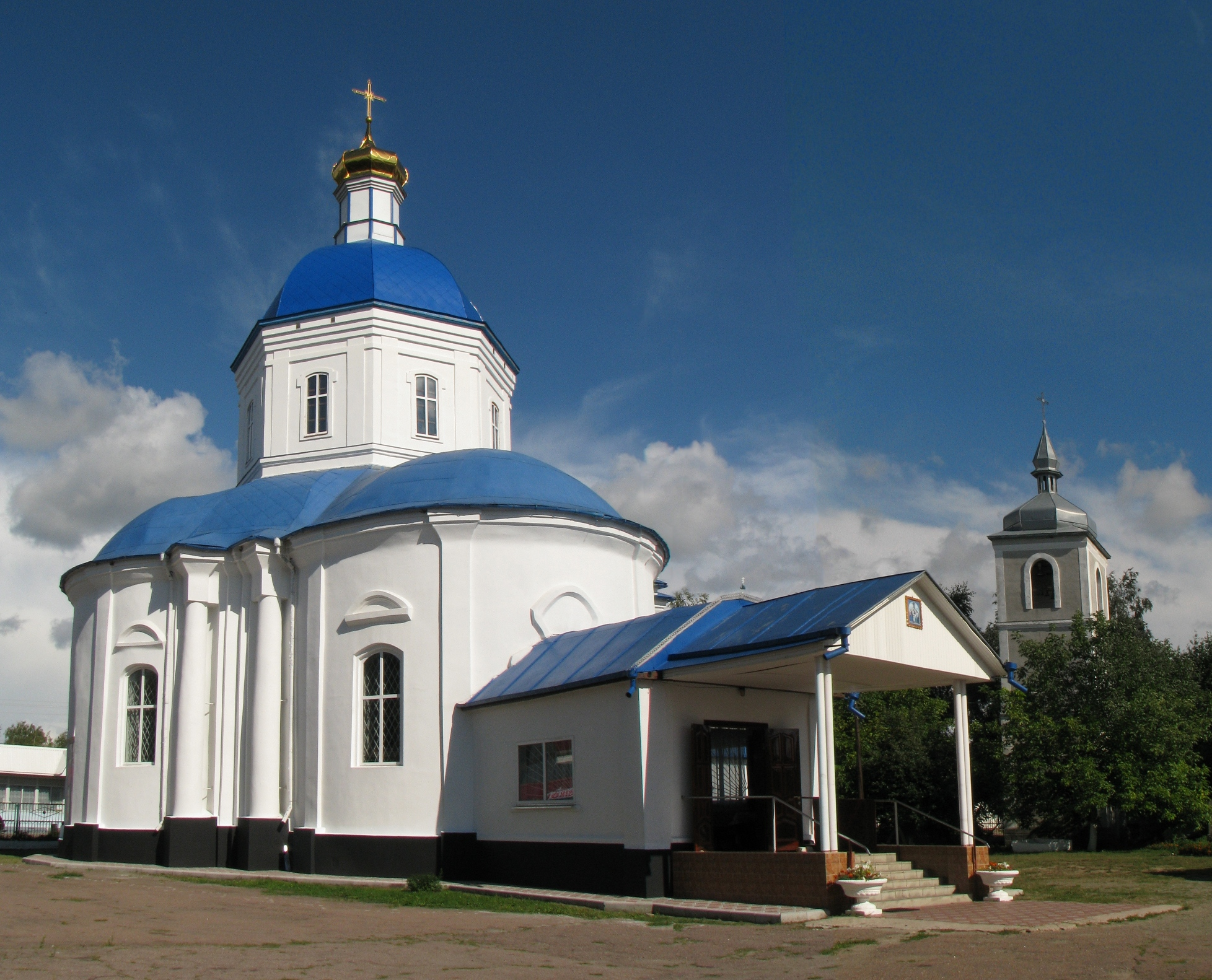
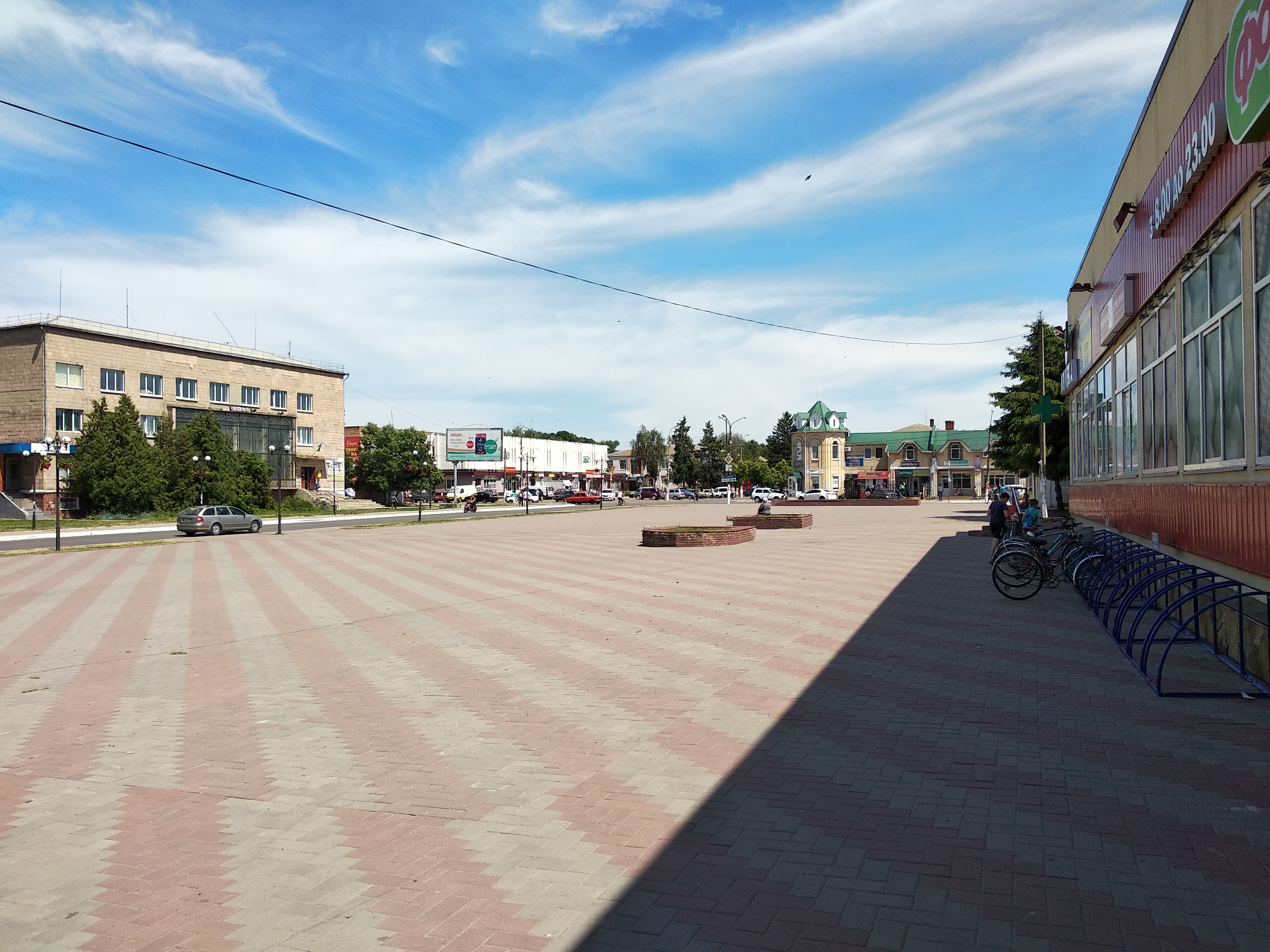
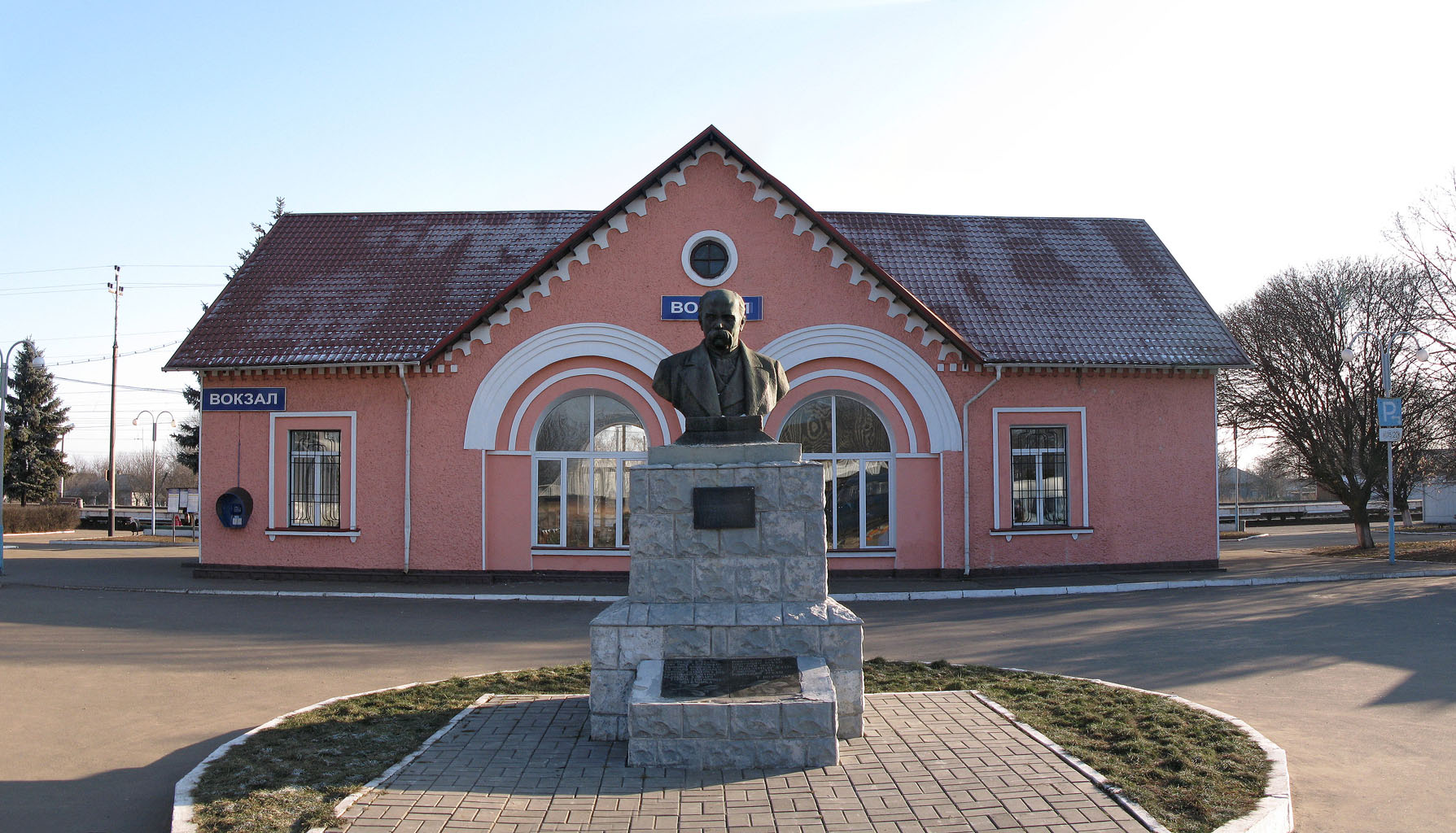

## 当地名人
- 罗曼·鲁坚科：苏联检察官。